# Pegarthrum rufescens
Pegarthrum rufescens är en stekelart som beskrevs av Cameron 1910. Pegarthrum rufescens ingår i släktet Pegarthrum och familjen bracksteklar. Inga underarter finns listade i Catalogue of Life.